# Ágai Béla
Ágai Béla, 1890-ig Schäffer Béla, névvariáns: Rosenzweig; Pest, 1871. augusztus 8. – Auschwitzi koncentrációs tábor 1944. ?) magyar orvos, újságíró, lapszerkesztő.

## Élete
Schäffer Károly gabonaügynök és Boscovitz Antónia fia. 1895-ben a Budapesti Tudományegyetemen szerzett orvosi diplomát, majd néhány évig Tauffer Vilmos szülészeti klinikáján dolgozott. 1890-től azonban már jelentek meg írásai az Ország-Világnál, majd orvosi hivatásával felhagyva, csak az újságírásból élt. 1899-ben lefordította Philipp Langmann osztrák színműíró Szegény emberek című darabját, amit még abban az évben a Népszínházban be is mutattak. 1900-tól a Magyar Újság, később a Magyar Nemzet munkatársa volt. 
1908-ban a Tisza István politikáját támogató Az Ujságnál, annak megszűnését követően, 1925-től az Ujságnál helyezkedett el, melynek felelős szerkesztője lett. Élete tulajdonképpen összeforrt Az Ujság, majd később az Ujság működésével. 1905-től már helyettes szerkesztő, 1929-től felelős kiadó, 1939 októberétől 1942-ig a lapot kiadó részvénytársaság vezérigazgatója. Ekkor – feltehetően zsidó származása miatt – már csak mint lapalapítót tüntették fel a kiadói adatok között.
Lapszerkesztői, lapkiadói munkája mellett 1917 és 1931 között elnöke volt a Lapkiadók Szindikátusa (más néven: Budapesti Napilapok Szindikátusa) nevű érdekvédelmi szervezetnek.
1911 után vette feleségül Becsky Idát (1869–1942), az 1911-ben elhunyt Lónyay Sándor özvegyét, aki fiatal korában maga is írt tárcákat, s Az Ujság Asszonyok rovatának vezetője volt. Tőle azonban 1932-ben elvált. Második házastársa Deutsch Salamon és Pick Janka lánya, Teréz volt, akivel 1933. augusztus 23-án Budapesten, a Terézvárosban kötött házasságot.
1944. június 1. és 6. között a Szabolcs utcai táborból a Rabbiképző Intézet Rökk Szilárd utcai épületében berendezett gyűjtőtáborba vitték, majd július 7–8-án többekkel együtt indították Auschwitzba. Haláláról Egri István számolt be a második világháború után, mikor visszatért az Auschwitz II. (Birkenau) táborból.

## Művei
- Tárcza-novellák; Országgyűlési Értesítő Ny., Budapest, 1893
- A szerkesztő felesége. Regény; Országgyűlési Értesítő Ny., Budapest, 1894 (A Magyar Újság regénycsarnoka)
- A Kenderessy urak; Révai, Budapest, 1895